# Nati nel 1804
| Questa pagina contiene informazioni ricavate automaticamente dalle voci biografiche con l'ausilio del template Bio e di un bot. L'aggiornamento è periodico e automatico e ricostruisce completamente la pagina. Se manca una persona in questa lista, sei pregato di non aggiungerla, ma accertati piuttosto che la sua voce biografica contenga il template Bio e che i dati anagrafici siano correttamente compilati. Se il template Bio manca, inseriscilo tu stesso o, in alternativa, metti l'avviso {{tmp\|Bio}} che ne segnala la mancanza. Se i dati riportati sono sbagliati, correggi direttamente la voce biografica; le modifiche saranno visibili in questa lista entro pochi giorni. Per chiarimenti vedi il progetto biografie. La lista contiene solo le 345 persone che sono citate nell'enciclopedia e per le quali è stato implementato correttamente il template Bio. Pagina aggiornata al 18 ago 2025. |

## Gennaio(23)
- 1º gennaio - James Fannin, politico e militare statunitense († 1836)
- 3 gennaio - Friedrich Wilhelm Schultz, farmacista e botanico tedesco († 1876)
- 5 gennaio - Michelangelo Boni, architetto italiano († 1858)
- 6 gennaio - Anna Plochl, nobile austriaca († 1885)
- 8 gennaio - George Childress, avvocato e politico statunitense († 1841)
- 8 gennaio - Paolo Volpicelli, fisico e matematico italiano († 1879)
- 9 gennaio - Louis d'Aurelle de Paladines, generale francese († 1877)
- 9 gennaio - Primo Uccellini, storico e politico italiano († 1882)
- 10 gennaio - Élie Frédéric Forey, generale francese († 1872)
- 10 gennaio - Sergio Nigri, compositore e flautista italiano († 1839)
- 15 gennaio - Adalbert Widmann, politico e nobile boemo († 1888)
- 16 gennaio - Giuditta Bellerio Sidoli, patriota italiana († 1871)
- 20 gennaio - Jean-Jacques Altmeyer, storico belga († 1877)
- 21 gennaio - François-Gabriel Lépaulle, pittore e costumista francese († 1886)
- 21 gennaio - Moritz von Schwind, pittore austriaco († 1871)
- 24 gennaio - Józef Dietl, medico austriaco († 1878)
- 24 gennaio - Delphine de Girardin, scrittrice francese († 1855)
- 25 gennaio - Antoni Edward Odyniec, poeta e traduttore polacco († 1885)
- 26 gennaio - Eugène Sue, scrittore francese († 1857)
- 28 gennaio - Eugenio I di Ligne, nobile, politico e diplomatico belga († 1880)
- 29 gennaio - Samuel Zopfy, medico svizzero († 1890)
- 31 gennaio - József Bajza, poeta e critico letterario ungherese († 1858)
- 31 gennaio - Lucien Jottrand, avvocato e politico belga († 1877)

## Febbraio(30)
- 1º febbraio - Handrij Zejler, scrittore tedesco († 1872)
- 3 febbraio - Joseph Édouard de La Motte-Rouge, generale francese († 1883)
- 4 febbraio - Johann Friedrich Dietler, pittore svizzero († 1874)
- 4 febbraio - Julius Hermann Schultes, botanico austriaco († 1840)
- 5 febbraio - Johan Ludvig Runeberg, prete, poeta e scrittore finlandese († 1877)
- 7 febbraio - John Deere, imprenditore statunitense († 1886)
- 8 febbraio - Richard Lemon Lander, esploratore britannico († 1834)
- 8 febbraio - Giovanni Vialardi, cuoco italiano († 1872)
- 10 febbraio - Joseph Zedner, bibliografo e bibliotecario tedesco († 1871)
- 11 febbraio - Gaetano Gallino, pittore italiano († 1884)
- 11 febbraio - Alessandro Negri di Sanfront, ufficiale e politico italiano († 1884)
- 12 febbraio - Pietro Boyl di Putifigari, politico italiano († 1864)
- 12 febbraio - Robert Campbell, esploratore statunitense († 1879)
- 12 febbraio - William Frederick Havemeyer, politico statunitense († 1874)
- 12 febbraio - Jan Adam Kruseman, pittore olandese († 1862)
- 12 febbraio - Heinrich Lenz, fisico russo († 1865)
- 13 febbraio - Claude-Étienne Minié, militare francese († 1879)
- 13 febbraio - Samuel Phelps, attore teatrale, regista e direttore teatrale inglese († 1878)
- 15 febbraio - Eduard von Kielmansegg, politico tedesco († 1879)
- 16 febbraio - Achille Farina, pittore, litografo e ceramista italiano († 1879)
- 16 febbraio - Jules Janin, scrittore e drammaturgo francese († 1874)
- 16 febbraio - Anton Ernst von Schaffgotsch, arcivescovo cattolico boemo († 1870)
- 17 febbraio - Louis de Carné, politico, giornalista e storico francese († 1876)
- 19 febbraio - Karl von Rokitansky, medico, filosofo e politico boemo († 1878)
- 20 febbraio - Johann Anton Friedrich Baudri, teologo e vescovo cattolico tedesco († 1893)
- 22 febbraio - Louis Piccon, politico francese († 1889)
- 24 febbraio - Pierre-Marie-Charles de Bernard du Grail de la Villette, scrittore e poeta francese († 1850)
- 28 febbraio - Sophie Allart, pittrice francese († 1870)
- 28 febbraio - Teobaldo Cesari, abate italiano († 1879)
- 29 febbraio - Hércules Florence, inventore e pittore francese († 1879)

## Marzo(28)
- 1º marzo - Franz Hanfstaengl, pittore, litografo e fotografo tedesco († 1877)
- 3 marzo - Fedele Caggiano, scultore italiano († 1880)
- 3 marzo - Jacques-Victor Henry Christophe, nobile haitiano († 1820)
- 3 marzo - Gustave d'Eichthal, grecista, saggista e geografo francese († 1886)
- 4 marzo - Domenico Promis, numismatico e bibliotecario italiano († 1874)
- 6 marzo - Louis Stromeyer, chirurgo tedesco († 1876)
- 7 marzo - Vasilij Andreevič Dolgorukov, generale russo († 1868)
- 7 marzo - Wilhelm Gail, pittore tedesco († 1890)
- 8 marzo - Alvan Clark, astronomo e pittore statunitense († 1887)
- 8 marzo - Marino Marini, arcivescovo cattolico e diplomatico italiano († 1885)
- 10 marzo - Ida di Anhalt-Bernburg-Schaumburg-Hoym, nobile († 1828)
- 11 marzo - Alessandro Michelini, politico italiano († 1864)
- 12 marzo - Georg Ludwig Kobelt, anatomista tedesco († 1857)
- 13 marzo - Thomas Allom, architetto e pittore inglese († 1872)
- 14 marzo - Bernardino Biondelli, linguista, numismatico e archeologo italiano († 1886)
- 14 marzo - Johann Strauss, compositore e direttore d'orchestra austriaco († 1849)
- 15 marzo - Charles Grey, ufficiale e politico inglese († 1870)
- 16 marzo - Jules-Claude Ziegler, pittore, ceramista e fotografo francese († 1856)
- 17 marzo - Jim Bridger, esploratore e avventuriero statunitense († 1881)
- 20 marzo - Michelangelo Caetani, nobile, politico e letterato italiano († 1882)
- 20 marzo - Neal Dow, politico e attivista statunitense († 1897)
- 20 marzo - Salvatore Lo Forte, pittore italiano († 1885)
- 20 marzo - Stephen Palfrey Webb, politico statunitense († 1879)
- 21 marzo - Basilio Basili, compositore e tenore italiano († 1895)
- 21 marzo - Domenico de Ferrari, magistrato e politico italiano († 1882)
- 22 marzo - Teresa Berra, patriota italiana († 1879)
- 25 marzo - Heinrich Wilhelm Grauert, filologo classico tedesco († 1852)
- 25 marzo - Ignazio Tonelli, politico italiano

## Aprile(21)
- 2 aprile - Cesare Malpica, giornalista, viaggiatore e poeta italiano († 1848)
- 3 aprile - Hamengkubuwono IV, sovrano indonesiano († 1823)
- 4 aprile - Francesco Annoni di Cerro, generale e politico italiano († 1872)
- 4 aprile - Nicola Fabrizi, militare, patriota e politico italiano († 1885)
- 5 aprile - Matthias Jacob Schleiden, botanico tedesco († 1881)
- 6 aprile - Vincenzo Linares, giornalista e scrittore italiano († 1847)
- 6 aprile - Sof'ja Aleksandrovna Urusova, nobildonna russa († 1889)
- 10 aprile - Thomas O. Moore, politico statunitense († 1876)
- 11 aprile - Otto Linné Erdmann, chimico tedesco († 1869)
- 11 aprile - Augustin Theiner, storico, teologo e archivista tedesco († 1874)
- 12 aprile - George Wallace Jones, politico e diplomatico statunitense († 1896)
- 15 aprile - Mary Philadelphia Merrifield, scrittrice inglese († 1889)
- 15 aprile - Marcantonio Pacelli, avvocato italiano († 1902)
- 19 aprile - Charles Chevalier, ingegnere e ottico francese († 1859)
- 22 aprile - Aleksandr Vasil'evič Viskovatov, storico e pittore russo († 1858)
- 23 aprile - Maria Taglioni, ballerina italiana († 1884)
- 25 aprile - Gottlieb Bodmer, litografo tedesco († 1837)
- 26 aprile - Gheorghe Bibescu, nobile rumeno († 1873)
- 26 aprile - Luis María Pastor Coxo, economista e politico spagnolo († 1872)
- 28 aprile - Ernest Jaime, drammaturgo, litografo e storico dell'arte francese († 1884)
- 30 aprile - Maurice Blanc, politico francese († 1865)

## Maggio(27)
- 3 maggio - William Denison, politico e militare britannico († 1871)
- 4 maggio - Lodovico Pasini, geologo e politico italiano († 1870)
- 4 maggio - Margaretta Riley, botanica britannica († 1899)
- 5 maggio - José Ballivián, politico boliviano († 1852)
- 5 maggio - Carl von Czoernig-Czernhausen, statistico e storico austriaco († 1889)
- 5 maggio - José Fernando Ramírez, politico messicano († 1871)
- 7 maggio - Alfred Moquin-Tandon, naturalista, botanico e medico francese († 1863)
- 7 maggio - Auguste Adolphe Marc Reynaud, naturalista e medico francese († 1887)
- 9 maggio - Hewett Cottrell Watson, botanico inglese († 1881)
- 10 maggio - Mariano Falcini, architetto italiano († 1885)
- 13 maggio - Aleksej Stepanovič Chomjakov, poeta, filosofo e teologo russo († 1860)
- 13 maggio - Daniele Manin, patriota e politico italiano († 1857)
- 15 maggio - Pierre Auguste d'Orville, compositore di scacchi tedesco († 1864)
- 16 maggio - Elizabeth Peabody, educatrice e scrittrice statunitense († 1894)
- 16 maggio - Aurelio Saliceti, politico e patriota italiano († 1862)
- 17 maggio - Vincenzo Ricci, politico e magistrato italiano († 1868)
- 18 maggio - Jules Dupuit, ingegnere e economista francese († 1866)
- 20 maggio - Sebastiano Barozzi, presbitero, patriota e poeta italiano († 1884)
- 20 maggio - William Gilbert, scrittore britannico († 1890)
- 23 maggio - Pietro Kandler, storico, archeologo e giurista italiano († 1872)
- 24 maggio - Filippo Gnaccarini, scultore italiano († 1875)
- 24 maggio - Ambrose Kingsland, politico statunitense († 1878)
- 25 maggio - Giacomo Carderina, generale italiano († 1879)
- 25 maggio - Pietro Antonio Corte, storico della filosofia italiano († 1876)
- 25 maggio - Pier Dionigi Pinelli, politico italiano († 1852)
- 28 maggio - Charles Frédéric Dubois, naturalista belga († 1867)
- 31 maggio - Louise Farrenc, compositrice, pianista e insegnante francese († 1875)

## Giugno(24)
- 1º giugno - Michail Ivanovič Glinka, compositore russo († 1857)
- 1º giugno - Alexander Murray, VI conte di Dunmore, nobile scozzese († 1845)
- 1º giugno - Paolo Taverna, filantropo e mecenate italiano († 1878)
- 3 giugno - Richard Cobden, politico e economista britannico († 1865)
- 3 giugno - Jacques-Joseph Moreau, psichiatra francese († 1884)
- 5 giugno - Robert Hermann Schomburgk, esploratore e naturalista tedesco († 1865)
- 8 giugno - Maria Anna d'Asburgo-Lorena, nobile († 1858)
- 9 giugno - Cesare Mussini, pittore italiano († 1879)
- 10 giugno - Hermann Schlegel, ornitologo e erpetologo tedesco († 1884)
- 12 giugno - Giovanni Zanardini, medico e botanico italiano († 1878)
- 13 giugno - Manuel Marques de Sousa, militare e politico brasiliano († 1875)
- 15 giugno - Costabile Carducci, patriota italiano († 1848)
- 17 giugno - Henry Wellesley, I conte Cowley, ambasciatore britannico († 1884)
- 19 giugno - Carl Roesner, architetto austriaco († 1869)
- 20 giugno - Karl Clemens Lilia von Westegg, generale austriaco († 1881)
- 22 giugno - Gaetano Corticelli, pedagogo, pianista e compositore italiano († 1840)
- 22 giugno - Gregor Leonhard Andreas von Scherr, arcivescovo cattolico tedesco († 1877)
- 23 giugno - August Borsig, imprenditore tedesco († 1854)
- 23 giugno - Giovanni Durando, patriota, generale e politico italiano († 1869)
- 24 giugno - Stephan Ladislaus Endlicher, botanico, numismatico e orientalista austriaco († 1849)
- 24 giugno - Giovanni Raffaele, medico e politico italiano († 1882)
- 28 giugno - Franz Meyen, medico e botanico tedesco († 1840)
- 29 giugno - Charles de Choiseul-Praslin, politico francese († 1847)
- 29 giugno - Édouard Ducpétiaux, giornalista belga († 1868)

## Luglio(22)
- 1º luglio - George Sand, scrittrice e drammaturga francese († 1876)
- 2 luglio - William Holcombe, politico statunitense († 1870)
- 3 luglio - Edoardo di Sassonia-Altenburg, nobile tedesco († 1852)
- 4 luglio - Friedrich Moritz von Burger, nobile austriaco († 1873)
- 4 luglio - Nathaniel Hawthorne, scrittore statunitense († 1864)
- 4 luglio - Joseph Streiter, politico, avvocato e scrittore austriaco († 1873)
- 6 luglio - Jean-Théodore Laurent, vescovo cattolico tedesco († 1884)
- 10 luglio - Federico Campanella, patriota e politico italiano († 1884)
- 10 luglio - Giovanni Gonella, compositore italiano († 1854)
- 14 luglio - Ludwig von Benedek, militare ungherese († 1881)
- 15 luglio - Andrea Cittadella Vigodarzere, politico italiano († 1870)
- 16 luglio - Andrea Corsini, V principe di Sismano, nobile, politico e diplomatico italiano († 1868)
- 16 luglio - Francesco Masini, compositore italiano († 1863)
- 17 luglio - Carl Ferdinand Becker, musicista, compositore e organista tedesco († 1877)
- 20 luglio - Richard Owen, biologo e paleontologo britannico († 1892)
- 22 luglio - Victor Schoelcher, politico e imprenditore francese († 1893)
- 22 luglio - Francesco Maria Serra, politico italiano († 1884)
- 23 luglio - Jane Irwin Harrison, first lady statunitense
- 23 luglio - Francesco Ignazio Scodnik, generale italiano († 1877)
- 25 luglio - Carlo Bon Compagni di Mombello, magistrato, pedagogista e politico italiano († 1880)
- 28 luglio - Ludwig Feuerbach, filosofo e storico delle religioni tedesco († 1872)
- 29 luglio - Leopoldo Del Re, astronomo italiano († 1872)

## Agosto(22)
- 1º agosto - Comtesse Dash, scrittrice francese († 1872)
- 1º agosto - Bernardo Ugo, militare italiano († 1863)
- 3 agosto - John C. Bennett, medico statunitense († 1867)
- 4 agosto - Robert William Buss, artista britannico († 1875)
- 4 agosto - Karl Friedrich Hermann, filologo classico tedesco († 1855)
- 4 agosto - Luigi Scrosoppi, presbitero italiano († 1884)
- 5 agosto - Gottlieb Samuel Studer, alpinista svizzero († 1890)
- 6 agosto - Francesco Ansidei, scacchista italiano († 1873)
- 6 agosto - Justinus Van der Brugghen, politico belga († 1863)
- 7 agosto - Johan Nicolai Madvig, filologo classico, latinista e politico danese († 1886)
- 9 agosto - Gaetano Barbati, presbitero italiano († 1882)
- 12 agosto - Francesco Domenico Guerrazzi, politico, scrittore e giornalista italiano († 1873)
- 21 agosto - William Villiers-Stuart, militare e politico britannico († 1873)
- 22 agosto - Giuseppe Sacchi, educatore, pedagogista e giurista italiano († 1891)
- 24 agosto - Vincenzo Negrini, basso-baritono italiano († 1840)
- 25 agosto - Henry Pelham, III conte di Chichester, nobile e ufficiale inglese († 1886)
- 28 agosto - Luigi Borsari, politico italiano († 1887)
- 28 agosto - Louis de Kergorlay, politico, militare e nobile francese († 1880)
- 30 agosto - Jacques Raymond Brascassat, pittore francese († 1867)
- 30 agosto - Aleksander Chodźko, orientalista polacco († 1891)
- 30 agosto - Maurizio Farina, politico italiano († 1886)
- 30 agosto - Bendt Lindhardt, politico danese († 1894)

## Settembre(29)
- 1º settembre - Zerah Colburn, statunitense († 1839)
- 1º settembre - Mariana de Pineda Muñoz, rivoluzionaria spagnola († 1831)
- 4 settembre - Thomas Walter, architetto statunitense († 1882)
- 5 settembre - William Alexander Graham, politico statunitense († 1875)
- 6 settembre - Maria Federica d'Assia-Kassel, principessa tedesca († 1888)
- 8 settembre - Eduard Mörike, scrittore tedesco († 1875)
- 9 settembre - Alessandro di Württemberg, principe tedesco († 1885)
- 9 settembre - Pietro Pietramellara, militare e patriota italiano († 1849)
- 10 settembre - Karl Rudolf Brommy, ammiraglio tedesco († 1860)
- 11 settembre - Gerolamo Pallotta, politico italiano († 1866)
- 12 settembre - Carlo di Leiningen, nobile tedesco († 1856)
- 13 settembre - Giovanni Orlandini, editore, militare e patriota italiano († 1877)
- 14 settembre - John Gould, ornitologo e naturalista britannico († 1881)
- 14 settembre - Louis-Désiré Maigret, missionario e vescovo cattolico francese († 1882)
- 14 settembre - Giovanni de Sangro, principe di Fondi, imprenditore e politico italiano († 1871)
- 15 settembre - Francesco Prudente, politico italiano († 1867)
- 15 settembre - Augusto Smith, filantropo e politico inglese († 1872)
- 16 settembre - Giuseppe Bertoloni, botanico e entomologo italiano († 1878)
- 16 settembre - Gerolamo Salvi, nobile italiano († 1878)
- 17 settembre - Enrico Cerale, generale italiano († 1873)
- 17 settembre - Maximilian Perty, naturalista, entomologo e aracnologo tedesco († 1884)
- 17 settembre - Prudens van Duyse, scrittore belga († 1859)
- 18 settembre - Marco Casagrande, scultore italiano († 1880)
- 19 settembre - Genaro Berón de Astrada, politico e militare argentino († 1839)
- 19 settembre - Dominique Auguste Lereboullet, zoologo e medico francese († 1865)
- 22 settembre - Maurizio Zumaglini, botanico e politico italiano († 1865)
- 25 settembre - Bartolomeo Grazioli, presbitero e patriota italiano († 1853)
- 28 settembre - Giacinto Maria Giuseppe de Ferrari, arcivescovo cattolico, religioso e teologo italiano († 1874)
- 29 settembre - Giovanni Carnovali, pittore italiano († 1873)

## Ottobre(25)
- 1º ottobre - William Stokes, medico irlandese († 1878)
- 2 ottobre - Isaac Crary, politico statunitense († 1854)
- 3 ottobre - Carlo Bombrini, banchiere, imprenditore e politico italiano († 1882)
- 3 ottobre - Allan Kardec, pedagogista e filosofo francese († 1869)
- 4 ottobre - Raffaele Conforti, politico e patriota italiano († 1880)
- 4 ottobre - Francesco Saverio Verson, medico italiano († 1849)
- 9 ottobre - Carlo Fraccacreta, politico italiano († 1863)
- 10 ottobre - Charles Spackman Barker, organaro e inventore britannico († 1879)
- 11 ottobre - Napoleone Luigi Bonaparte, nobile francese († 1831)
- 14 ottobre - Nicola Ardoino, patriota italiano († 1895)
- 14 ottobre - Louis Delasiauve, psichiatra francese († 1893)
- 14 ottobre - Dorothea von Ficquelmont, nobile russa († 1863)
- 14 ottobre - Carl Timoleon von Neff, pittore estone († 1877)
- 17 ottobre - Franz Schuh, chirurgo e patologo austriaco († 1865)
- 18 ottobre - Mongkut, re siamese († 1868)
- 19 ottobre - Francisque Duret, scultore francese († 1865)
- 21 ottobre - Joseph-Philibert Girault de Prangey, fotografo e disegnatore francese († 1892)
- 21 ottobre - Étienne Marilley, arcivescovo cattolico svizzero († 1889)
- 22 ottobre - Girolamo Verzeri, vescovo cattolico italiano († 1883)
- 24 ottobre - Giovanni Andrea D'Andrea, giurista italiano († 1879)
- 24 ottobre - Wilhelm Eduard Weber, fisico tedesco († 1891)
- 24 ottobre - Luisa Carlotta di Borbone-Due Sicilie, principessa († 1844)
- 27 ottobre - Virginio Bordino, militare e progettista italiano († 1879)
- 28 ottobre - Pierre François Verhulst, matematico e statistico belga († 1849)
- 30 ottobre - Carlo II di Brunswick, nobile († 1873)

## Novembre(20)
- 1º novembre - Luigi Magi, scultore italiano († 1871)
- 2 novembre - Adolphe Le Flô, generale e politico francese († 1887)
- 3 novembre - Johann Georg Böschenstein, giudice e politico svizzero († 1885)
- 3 novembre - Luigi Sampietri, pittore italiano († 1858)
- 4 novembre - Peder Balke, pittore norvegese († 1887)
- 5 novembre - Carl Leverkus, imprenditore, chimico e farmacista tedesco († 1889)
- 9 novembre - Charles Marie Napoléon de Beaufort d'Hautpoul, militare francese († 1890)
- 10 novembre - Robert Blum, politico tedesco († 1848)
- 11 novembre - Jean-Jacques Castoldi, avvocato, giudice e politico svizzero († 1871)
- 13 novembre - Theophilus Hunter Holmes, militare statunitense († 1880)
- 14 novembre - Heinrich Dorn, direttore d'orchestra, compositore e giornalista tedesco († 1892)
- 18 novembre - Alfonso La Marmora, generale e politico italiano († 1878)
- 21 novembre - Antonio Massidda, generale italiano
- 21 novembre - Wilhelm Waiblinger, poeta tedesco († 1830)
- 23 novembre - Franklin Pierce, politico e militare statunitense († 1869)
- 24 novembre - Karl Anton Josef von Baltin, generale austriaco († 1873)
- 26 novembre - Alberto Barbolani di Montauto, patriarca cattolico e funzionario italiano († 1857)
- 27 novembre - Julius Benedict, compositore tedesco († 1885)
- 27 novembre - Clorinda Corradi, contralto italiano († 1877)
- 30 novembre - Maurizio d'Alberti della Briga, politico e generale italiano († 1887)

## Dicembre(33)
- 4 dicembre - Antonio Andreuzzi, patriota italiano († 1874)
- 4 dicembre - Louis Bernard Bonjean, giurista e politico francese († 1871)
- 4 dicembre - Calvert Jones, matematico, pittore e fotografo gallese († 1877)
- 4 dicembre - Gustave Olivier Lannes de Montebello, generale e politico francese († 1875)
- 4 dicembre - Julia Pardoe, poetessa, scrittrice e storica inglese († 1862)
- 5 dicembre - Cesare Cantù, storico, letterato e politico italiano († 1895)
- 5 dicembre - Hermann Heykamp, vescovo vetero-cattolico olandese († 1874)
- 5 dicembre - Agnese di Hohenlohe-Langenburg, nobile tedesca († 1835)
- 6 dicembre - Wilhelmine Schröder-Devrient, soprano tedesco († 1860)
- 7 dicembre - William Barton Rogers, geologo statunitense († 1882)
- 9 dicembre - Friedrich Ernst Leibold, botanico tedesco († 1864)
- 10 dicembre - Carl Jacobi, matematico e docente tedesco († 1851)
- 11 dicembre - Louis Breguet, fisico e orologiaio francese († 1883)
- 14 dicembre - Andrew Pritchard, naturalista e ottico inglese († 1882)
- 15 dicembre - Giuseppe Frassinetti, presbitero italiano († 1868)
- 15 dicembre - Ernst Friedrich August Rietschel, scultore tedesco († 1861)
- 16 dicembre - Viktor Jakovlevič Bunjakovskij, matematico russo († 1889)
- 16 dicembre - Adèle Kindt, pittrice belga († 1884)
- 19 dicembre - Sebastiano Brigidi, patriota, politico e bibliotecario italiano († 1892)
- 19 dicembre - Fitz Henry Lane, pittore statunitense († 1865)
- 19 dicembre - Robert von Salm-Reifferscheidt-Raitz, politico e diplomatico austriaco († 1875)
- 20 dicembre - Paolo Mercuri, incisore italiano († 1884)
- 20 dicembre - Edward Adolphus Seymour, XII duca di Somerset, nobile e politico britannico († 1885)
- 20 dicembre - Alessandro di Württemberg, nobile († 1881)
- 21 dicembre - Benjamin Disraeli, politico e scrittore britannico († 1881)
- 21 dicembre - Tomás Frías Ametller, politico boliviano († 1884)
- 23 dicembre - Charles Augustin de Sainte-Beuve, critico letterario, scrittore e aforista francese († 1869)
- 24 dicembre - Édouard Chassaignac, medico francese († 1879)
- 24 dicembre - Charles Magill Conrad, politico statunitense († 1878)
- 26 dicembre - Stevan Marković, politico serbo († 1864)
- 27 dicembre - Francesco Maria da Camporosso, religioso italiano († 1866)
- 29 dicembre - Erasmus Alvey Darwin, chimico inglese († 1881)
- 30 dicembre - Manuel de Ascásubi, politico ecuadoriano († 1876)

## Senza giorno specificato(41)
- Abdul Samad di Selangor, sovrano malese († 1898)
- Charles Louis Acar, pittore belga († 1877)
- Robert Baldwin, politico canadese († 1858)
- George Baxter, incisore britannico († 1867)
- Hermann Biow, fotografo tedesco († 1850)
- Cesare Bozetti, presbitero e patriota italiano († 1871)
- Luigi Camoletti, scrittore e giornalista italiano († 1880)
- Tartarino Caprioli, patriota e politico italiano († 1891)
- Paul Gavarni, disegnatore e pittore francese († 1866)
- Chō Kōran, poetessa e artista giapponese († 1879)
- Gaetano De Peppo, politico italiano († 1863)
- Giovan Battista Di Menna, presbitero e predicatore italiano
- Frances Erskine Inglis, scrittrice e traduttrice inglese († 1882)
- Giuseppe Ferrari, scultore italiano († 1864)
- Otto Friedrich Gruppe, filologo classico tedesco († 1876)
- Constantin Hansen, pittore danese († 1880)
- Abigail Kimber, attivista statunitense († 1871)
- Luigi Mainoni, scultore italiano († 1853)
- Aronne Mauri, incisore italiano († 1874)
- Stevča Mihailović, politico serbo († 1888)
- Pasquale Mormino, imprenditore italiano († 1875)
- Salomon Müller, naturalista tedesco († 1864)
- Marc Athanase Parfait Œillet Des Murs, ornitologo francese († 1894)
- Osceola, condottiero nativo americano († 1838)
- Francesco Pisante, incisore, disegnatore e pittore italiano († 1889)
- Bartolomeo Riva, imprenditore e medico italiano († 1865)
- Domenico Ronzani, ballerino, coreografo e compositore italiano († 1868)
- Agostino Rovere, basso italiano († 1865)
- Domenico Fortunato Savino, ingegnere e architetto italiano († 1872)
- Francesco Saya, giurista, criminologo e avvocato italiano († 1874)
- Giovanni Schiavoni, pittore e insegnante italiano († 1848)
- Adolph von Schönberg, generale austriaco († 1880)
- Johann Gabriel Seidl, drammaturgo austriaco († 1875)
- Karl Theodor Ernst von Siebold, zoologo tedesco († 1885)
- Sigismondo Nappi, pittore italiano († 1832)
- Eduard de Stoeckl, diplomatico russo († 1892)
- Grigorij Petrovič Šuvalov, ufficiale russo († 1859)
- Edward Vickers, imprenditore inglese († 1897)
- Henry Wimshurst, ingegnere navale britannico († 1884)
- Francesco Zanzi, presbitero e patriota italiano († 1878)
- Antonio de Brugada, pittore spagnolo († 1863)